# Edward Fenech Adami
Edward Fenech Adami (* 7. února 1934 Birkirkara) je bývalý prezident a premiér Malty.
Vystudoval práva, v roce 1959 se stal advokátem a v roce 1977 byl zvolen předsedou konzervativní Národní strany (Partit Nazzjonalista). Roku 1987 jej zvolili premiérem země, kde setrval i po volbách v roce 1992. V roce 1996 prohrál volby, avšak roku 1998 jím byl opět jmenován. Edward Fenech Adami podporoval vstup Malty do EU.
7. února 2004 složil post předsedy strany a 23. března téhož roku také úřad předsedy vlády. Jeho nástupce na obou místech se stal Lawrence Gonzi. 4. dubna 2004 byl zvolen novým prezidentem Malty a ve funkci tak nahradil Guido de Marca. 4. dubna 2009 Adamiho ve funkci nahradil George Abela.

## Vyznamenání
- velkokříž Řádu prince Jindřicha – Portugalsko, 9. listopadu 1994[1]
- velkokříž Řádu tří hvězd – Lotyšsko, 2004
- velkokříž s řetězem Řádu rumunské hvězdy – Rumunsko, 2004[2]
- čestný rytíř velkokříže Řádu lázně – Spojené království, 2005
- rytíř velkokříže s řetězem Řádu zásluh o Italskou republiku – Itálie, 11. května 2005[3]
- Velký řád krále Tomislava – Chorvatsko, 2006 – za výjimečný přínos při rozvoji přátelství a spolupráce mezi Chorvatskem a Maltou[4]
- velkokříž s řetězem Záslužného řádu Maďarské republiky – Maďarsko, 2007
- Řád knížete Jaroslava Moudrého I. třídy – Ukrajina, 2005
- velkokříž s řetězem Řádu prince Jindřicha – Portugalsko, 11. prosince 2008[1]
- rytíř Řádu bílé orlice – Polsko, 23. května 2009[5]
- komandér Rádu čestné legie – Francie, 2010
- rytíř velkokříže Řádu Pia IX. – Vatikán[6]